# Ordina Open 2008 - Qualificazioni singolare maschile
Le qualificazioni del singolare maschile dell'Ordina Open 2008 sono state un torneo di tennis preliminare per accedere alla fase finale della manifestazione. I vincitori dell'ultimo turno sono entrati di diritto nel tabellone principale. In caso di ritiro di uno o più giocatori aventi diritto a questi sono subentrati i lucky loser, ossia i giocatori che hanno perso nell'ultimo turno ma che avevano una classifica più alta rispetto agli altri partecipanti che avevano comunque perso nel turno finale.
Le qualificazioni del torneo Ordina Open  2008 prevedevano 25 partecipanti di cui 4 sono entrati nel tabellone principale.

## Teste di serie
1. Viktor Troicki (Qualificato)
2. Benjamin Becker (Qualificato)
3. Mikhail Ledovskikh (secondo turno)
4. Oliver Marach (secondo turno)

1. Matwé Middelkoop (ultimo turno)
2. Rohan Bopanna (Qualificato)
3. Igor Sijsling (ultimo turno)
4. Philipp Oswald (primo turno)

## Qualificati
1. Viktor Troicki
2. Benjamin Becker

1. Massimo Dell'Acqua
2. Rohan Bopanna

## Tabellone

### Legenda
| - Q = Qualificato - WC = Wild card - LL = Lucky loser | - ALT = Alternate - SE = Special Exempt - PR = Protected Ranking | - w/o = Walkover - r = Ritirato - d = Squalificato |

### Sezione 1
|  | Primo turno          | Primo turno          | Primo turno          | Primo turno | Primo turno |  |  | Secondo turno        | Secondo turno        | Secondo turno        | Secondo turno | Secondo turno |   |   | Ultimo turno | Ultimo turno   | Ultimo turno   | Ultimo turno | Ultimo turno |  |
|  |                      |                      |                      |             |             |  |  |                      |                      |                      |               |               |   |   |              |                |                |              |              |  |
|  |                      |                      |                      |             |             |  |  |                      |                      |                      |               |               |   |   |              |                |                |              |              |  |
|  |                      |                      |                      |             |             |  |  | 1                    | Viktor Troicki       | Viktor Troicki       | 6             | 6             |   |   |              |                |                |              |              |  |
|  | Rogier Wassen        | Rogier Wassen        | 4                    | 6           | 6           |  |  |                      | Rogier Wassen        | Rogier Wassen        | 4             | 4             |   |   |              |                |                |              |              |  |
|  | Maxime Bonami        | Maxime Bonami        | 6                    | 1           | 4           |  |  |                      |                      |                      |               |               |   |   | 1            | Viktor Troicki | Viktor Troicki | 7            | 6            |  |
|  | Patrick Eichenberger | Patrick Eichenberger | Patrick Eichenberger | 6           | 7           |  |  |                      |                      |                      | Uros Vico     | Uros Vico     | 5 | 3 |              |                |                |              |              |  |
|  | Lovro Zovko          | Lovro Zovko          | Lovro Zovko          | 3           | 5           |  |  | Patrick Eichenberger | Patrick Eichenberger | Patrick Eichenberger | 2             | 4             |   |   |              |                |                |              |              |  |
|  |                      | Uros Vico            | Uros Vico            | 6           | 6           |  |  | Uros Vico            | Uros Vico            | Uros Vico            | 6             | 6             |   |   |              |                |                |              |              |  |
|  | 8                    | Philipp Oswald       | Philipp Oswald       | 4           | 4           |  |  |                      |                      |                      |               |               |   |   |              |                |                |              |              |  |

### Sezione 2
|  | Primo turno        | Primo turno        | Primo turno | Primo turno | Primo turno |  |  | Secondo turno | Secondo turno    | Secondo turno   | Secondo turno    | Secondo turno    |   |   | Ultimo turno | Ultimo turno    | Ultimo turno    | Ultimo turno | Ultimo turno |  |
|  |                    |                    |             |             |             |  |  |               |                  |                 |                  |                  |   |   |              |                 |                 |              |              |  |
|  |                    |                    |             |             |             |  |  |               |                  |                 |                  |                  |   |   |              |                 |                 |              |              |  |
|  |                    |                    |             |             |             |  |  | 2             | Benjamin Becker  | Benjamin Becker | 6                | 6                |   |   |              |                 |                 |              |              |  |
|  | Andrea Agazzi      | Andrea Agazzi      | 6           | 7           | 6           |  |  |               | Andrea Agazzi    | Andrea Agazzi   | 3                | 3                |   |   |              |                 |                 |              |              |  |
|  | Alexander Nonnekes | Alexander Nonnekes | 7           | 68          | 4           |  |  |               |                  |                 |                  |                  |   |   | 2            | Benjamin Becker | Benjamin Becker | 6            | 6            |  |
|  | Robert Lindstedt   | Robert Lindstedt   | 4           | 6           | 7           |  |  |               |                  | 5               | Matwé Middelkoop | Matwé Middelkoop | 2 | 4 |              |                 |                 |              |              |  |
|  | Lars Burgsmüller   | Lars Burgsmüller   | 6           | 3           | 64          |  |  |               | Robert Lindstedt | 6               | 4                | 2r               |   |   |              |                 |                 |              |              |  |
|  |                    |                    |             |             |             |  |  | 5             | Matwé Middelkoop | 3               | 6                | 3                |   |   |              |                 |                 |              |              |  |
|  |                    |                    |             |             |             |  |  |               |                  |                 |                  |                  |   |   |              |                 |                 |              |              |  |

### Sezione 3
|  | Primo turno        | Primo turno        | Primo turno        | Primo turno | Primo turno |  |  | Secondo turno | Secondo turno      | Secondo turno      | Secondo turno | Secondo turno |    |   | Ultimo turno | Ultimo turno       | Ultimo turno | Ultimo turno | Ultimo turno |  |
|  |                    |                    |                    |             |             |  |  |               |                    |                    |               |               |    |   |              |                    |              |              |              |  |
|  |                    |                    |                    |             |             |  |  |               |                    |                    |               |               |    |   |              |                    |              |              |              |  |
|  |                    |                    |                    |             |             |  |  | 3             | Mikhail Ledovskikh | Mikhail Ledovskikh | 3             | 64            |    |   |              |                    |              |              |              |  |
|  | Massimo Dell'Acqua | Massimo Dell'Acqua | Massimo Dell'Acqua | 7           | 7           |  |  |               | Massimo Dell'Acqua | Massimo Dell'Acqua | 6             | 7             |    |   |              |                    |              |              |              |  |
|  | Marius Copil       | Marius Copil       | Marius Copil       | 63          | 62          |  |  |               |                    |                    |               |               |    |   |              | Massimo Dell'Acqua | 2            | 7            | 7            |  |
|  | Sebastián Prieto   | Sebastián Prieto   | Sebastián Prieto   | 6           | 6           |  |  |               |                    | 7                  | Igor Sijsling | 6             | 64 | 5 |              |                    |              |              |              |  |
|  | Kevin Lietar       | Kevin Lietar       | Kevin Lietar       | 4           | 1           |  |  |               | Sebastián Prieto   | Sebastián Prieto   | 3             | 1             |    |   |              |                    |              |              |              |  |
|  |                    |                    |                    |             |             |  |  | 7             | Igor Sijsling      | Igor Sijsling      | 6             | 6             |    |   |              |                    |              |              |              |  |
|  |                    |                    |                    |             |             |  |  |               |                    |                    |               |               |    |   |              |                    |              |              |              |  |

### Sezione 4
|  | Primo turno        | Primo turno        | Primo turno | Primo turno | Primo turno |  |  | Secondo turno | Secondo turno    | Secondo turno | Secondo turno | Secondo turno |   |   | Ultimo turno | Ultimo turno   | Ultimo turno   | Ultimo turno | Ultimo turno |  |
|  |                    |                    |             |             |             |  |  |               |                  |               |               |               |   |   |              |                |                |              |              |  |
|  |                    |                    |             |             |             |  |  |               |                  |               |               |               |   |   |              |                |                |              |              |  |
|  |                    |                    |             |             |             |  |  | 4             | Oliver Marach    | 7             | 63            | 5             |   |   |              |                |                |              |              |  |
|  | Thomas Schoeck     | Thomas Schoeck     | 6           | 4           | 6           |  |  |               | Thomas Schoeck   | 5             | 7             | 7             |   |   |              |                |                |              |              |  |
|  | Vladimir Obradovic | Vladimir Obradovic | 4           | 6           | 1           |  |  |               |                  |               |               |               |   |   |              | Thomas Schoeck | Thomas Schoeck | 3            | 4            |  |
|  | Alexandre Renard   | Alexandre Renard   | 6           | 3           | 6           |  |  |               |                  | 6             | Rohan Bopanna | Rohan Bopanna | 6 | 6 |              |                |                |              |              |  |
|  | Tobias Klein       | Tobias Klein       | 4           | 6           | 3           |  |  |               | Alexandre Renard | 6             | 62            | 5             |   |   |              |                |                |              |              |  |
|  |                    |                    |             |             |             |  |  | 6             | Rohan Bopanna    | 4             | 7             | 7             |   |   |              |                |                |              |              |  |
|  |                    |                    |             |             |             |  |  |               |                  |               |               |               |   |   |              |                |                |              |              |  |